# Meyriez
Meyriez là một đô thị trong huyện See thuộc bang Fribourg ở Thụy Sĩ. Tên tiếng Đức là Merlach.